# Canstel
Canstel war eine australische Automarke.

## Markengeschichte
Das Unternehmen Specialised Fibreglass Mouldings aus Taren Point bei Sydney begann 1968 unter Leitung von Alan McCann und Graham Steele mit der Produktion von Automobilen und Kit Cars. Der Markenname lautete Canstel. 1973 endete dort die Produktion nach 39 oder 40 hergestellten Fahrzeugen.
G. S. Motor Bodies aus Carlton bei Sydney unter Leitung von Terry O’Neill setzte ab etwa 1978 die Produktion von Komplettfahrzeugen fort. Hier entstanden bis 1989 weitere 55 Fahrzeuge.

## Fahrzeuge
Das einzige Modell Clubman war ein Fahrzeug im Stil des Lotus Seven. Die offene zweisitzige Karosserie bestand aus Fiberglas. Anfangs kamen Fahrgestell und Vierzylindermotor vom Triumph Herald. Ab 1978 kamen Wankelmotoren von Mazda und Ottomotoren vom Toyota Celica zum Einsatz. Auch ein Ford-Motor mit 1600 cm³ Hubraum wird genannt.